# Cosmorhoe insititiata
Cosmorhoe insititiata là một loài bướm đêm trong họ Geometridae.